# Partido Demócrata Cristiano Sanmarinense
El Partido Demócrata Cristiano Sanmarinense (en italiano: Partito Democratico Cristiano Sammarinese) es un partido político demócrata cristiano de San Marino.
El PDCS es miembro observador del Partido Popular Europeo (PPE) desde 1993. Su homólogo italiano fue el extinto partido Democracia Cristiana. Su ala más izquierda se escindió en 2006 para formar el partido Demócratas de Centro y se unió a los socialdemócratas de Arengo y Libertad. El líder del partido es Giovanni Lonfernini (Capitán Regente entre octubre de 2003 y abril de 2004, junto a Valeria Ciavatta).
En los comicios generales de 2006 PDCS obtuvo el 32,9% de los votos y 21 de los 60 escaños en el Gran Consejo General. El partido fue opositor al gobierno de la coalición política de gobierno de 2006-2008 del Partido de los Socialistas y Demócratas, Alianza Popular e Izquierda Unida.
En las elecciones generales de 2008 el partido formó una coalición llamada Pacto por San Marino, junto a Europopulares por San Marino y Arengo y Libertad. La coalición electoral ganó 35 escaños de un total de 60 en el Gran Consejo General, ganando 54,22% de la votación nacional y una mayoría gubernamental de 5, convirtiéndose en el nuevo partido de gobierno de San Marino. Dentro de esa coalición, el Partido Demócrata Cristiano de San Marino ganó 22 de los 35 escaños y obtuvo 31.90% de la votación nacional. Ernesto Benedettini se convirtió en Capitán Regente, junto a Assunta Meloni.
Una crisis política en 2011 disolvió la coalición, y el PDCS formó un gobierno de unidad nacional con el Partido de los Socialistas y Demócratas , el cual trabajó con el PDCS durante décadas, por lo que se restauró una fórmula política que gobernó San Marino durante la segunda mitad del siglo XX. La nueva alianza, San Marino Bien Común, ganó las elecciones de 2012, y el PDCS obtuvo 21 escaños electorales junto con sus compañeros de fórmula Nosotros Sanmarinenses.

## Resultados electorales
| Año   | Votos      | %     | Resultado | +/-         | Gobierno              |
| ----- | ---------- | ----- | --------- | ----------- | --------------------- |
| 1949a | 2.019 (#2) | 42,31 | 25/60     |             | Oposición             |
| 1951  | 1.917 (#1) | 43,03 | 26/60     | 1           | Oposición             |
| 1955  | 2.006 (#1) | 38,25 | 26/60     | Sin cambios | Oposición             |
| 1959  | 2.815 (#1) | 44,26 | 27/60     | 1           | Coalición             |
| 1964  | 5.939 (#1) | 46,83 | 29/60     | 2           | Coalición             |
| 1969  | 5.708 (#1) | 44,02 | 27/60     | 2           | Coalición             |
| 1974  | 5.451 (#1) | 39,63 | 25/60     | 2           | Coalición             |
| 1978  | 6.380 (#1) | 42,31 | 26/60     | 1           | Oposición             |
| 1983  | 7.068 (#1) | 42,10 | 26/60     | Sin cambios | Oposición (1983-1986) |
| 1983  | 7.068 (#1) | 42,10 | 26/60     | Sin cambios | Coalición (1986-1988) |
| 1988  | 9.001 (#1) | 44,10 | 27/60     | 1           | Coalición             |
| 1993  | 9.010 (#1) | 41,37 | 26/60     | 1           | Coalición             |
| 1998  | 8.907 (#1) | 40,85 | 25/60     | 1           | Coalición             |
| 2001  | 9.031 (#1) | 41,85 | 25/60     | Sin cambios | Coalición             |
| 2006  | 7.257 (#1) | 32,91 | 21/60     | 4           | Oposición             |
| 2008  | 6.692 (#2) | 31,91 | 22/60     | 1           | Coalición             |
| 2012  | 5.830 (#1) | 29,47 | 21/60     | 1           | Coalición             |
| 2016b | 4.752 (#1) | 24,46 | 10/60     | 11          | Oposición             |
| 2019  | 5.993 (#1) | 33,35 | 21/60     | 11          | Coalición             |
| 2024  | 6.206 (#1) | 34,14 | 22/60     | 1           | Coalición             |

a Dentro de la Alianza Popular Sanmarinense.
b Dentro de la coalición San Marino Primero.